# غول‌های پاکتی
غول‌های پاکتی1 (به انگلیسی: The Boxtrolls) نام یک انیمیشن استاپ‌موشن آمریکایی در سبک ماجراجویی و فانتزی است که در ۲۶ سپتامبر ۲۰۱۴ اکران شده‌است.

## خلاصه فیلم
فیلم راجع به پسرکی یتیم به نام ایگز است که کارش جمع آوری زباله و بردن آنها به غار در خارج شهر می باشد. روزی هیولایی مخوف در غار، دوستان ایگز را به گروگان می گیرد. ایگز در تلاش است تا آنها را از دست این هیولا نجات دهد.